# 조 크리디
조지프 테일러 크리디(Joseph Taylor Crede, 1978년 4월 26일 ~ )는 전 메이저 리그 베이스볼 3루수이다.
2005년 월드 시리즈 우승팀 화이트삭스의 일원이었고, 아메리칸 리그 챔피언십 시리즈(ALDS) 2차전 9회말에서 결승 타점을 올리는 2루타를 쳤다.